# Deontay Wilder
Deontay Leshun Wilder, född 22 oktober 1985 i Tuscaloosa, Alabama, är en amerikansk professionell boxare som från januari 2015 till februari 2020 var världsmästare i tungvikt för organisationen WBC.  
Wilder tog som amatör brons i tungviktsboxning vid de Olympiska spelen Peking år 2008. 

## Meriter

### Professionella
Världsmästare för organisationen WBC januari 2015 till februari 2020.

### Olympiska
Bronsmedalj vid de Olympiska spelen 2008.
- Huvudartikel: Boxning vid olympiska sommarspelen 2008

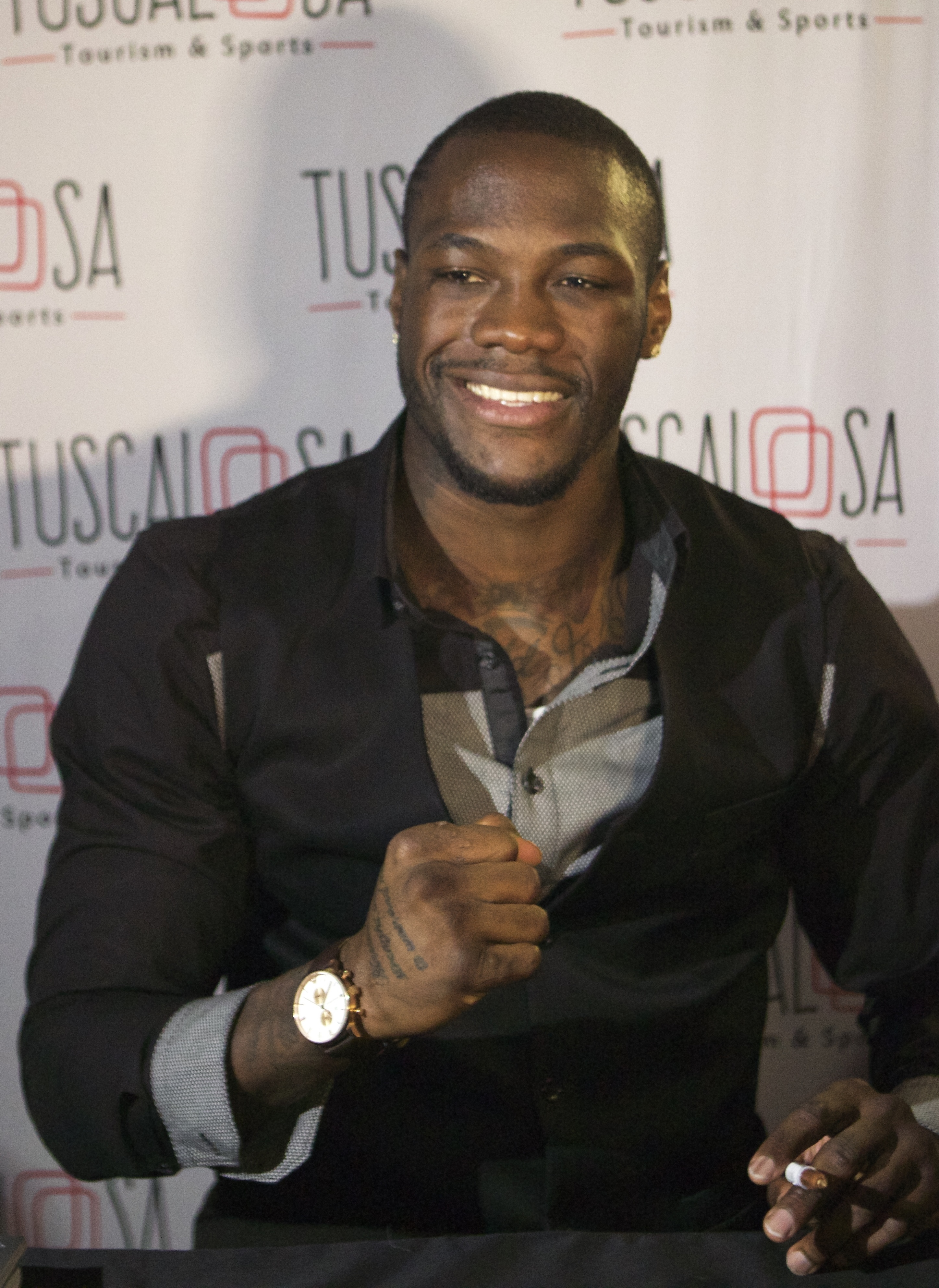
Wilder 2015

| Tävlande       | Viktklass | Sextondelsfinal      | Åttondelsfinal         | Kvartsfinal           | Semifinal            | Final                |
| Tävlande       | Viktklass | Motståndare Resultat | Motståndare Resultat   | Motståndare Resultat  | Motståndare Resultat | Motståndare Resultat |
| -------------- | --------- | -------------------- | ---------------------- | --------------------- | -------------------- | -------------------- |
| Deontay Wilder | Tungvikt  |                      | Touilbini (ALG) W 10-4 | Arjaoui (MAR) W 10-10 | Russo (ITA) L 1-7    | Gick inte vidare     |

### Webbkällor
- Deontay Wilder, officiell hemsida
- Artikel
- Profil
- Deontay Wilder biography